# Jon Koncak
Jon Francis Koncak (* 17. Mai 1963 in Cedar Rapids, Iowa) ist ein ehemaliger US-amerikanischer Basketballspieler.

## Laufbahn
Koncak, ein 2,13 Meter großer, in Kansas City aufgewachsener Innenspieler, gehörte von 1981 bis 1985 der Hochschulmannschaft der Southern Methodist University an. In 123 Einsätzen erreichte er Mittelwerte von 14,5 Punkten, 9,5 Rebounds sowie 2,3 Blocks je Begegnung. 2010 wurde er in die SMU-Sportruhmeshalle aufgenommen. Bei den Olympischen Sommerspielen 1984 wurde Koncak mit der US-Nationalmannschaft an der Seite von Michael Jordan, Chris Mullin und Patrick Ewing Olympiasieger. Er wurde in allen acht Turnierspielen zum Einsatz gebracht, kam auf 3,3 Punkte sowie 2,4 Rebounds pro Partie. Mit der Southern Methodist University schlug Koncak im Laufe seiner NCAA-Zeit namhafte Hochschulmannschaften und empfahl sich damit für einen Wechsel ins Profilager.
Die Atlanta Hawks entschieden sich 1985 im NBA-Draftverfahren für Koncaks Dienste, wählten ihn an fünfter Stelle aus. Die durch diese hohe Platzierung geschürten Erwartungen erfüllte der Innenspieler in seinen folgenden NBA-Jahren nicht. Nach ordentlichen Anfangsjahren in Atlanta, in denen Koncak jeweils rund 20 Minuten je Spiel auf dem Feld stand und sich insbesondere als Rebounder einbrachte, lief sein Vertrag aus. Koncak erhielt ein gut dotiertes Angebot der Detroit Pistons. Atlanta legte nach und bot Koncak einen Sechsjahresvertrag, der ihm das für einen Ergänzungsspieler sehr hohe Gesamtgehalt von 13 Millionen US-Dollar einbringen würde. Koncak nahm Atlantas Angebot an und blieb bis 1995 bei der Mannschaft, ohne den Schritt zum Leistungsträger zu schaffen, obwohl er einige Jahre lang Stammspieler war. In der Saison 1993/94 stand er bei 82 Einsätzen 78 Mal in der Anfangsaufstellung. In seiner letzten Saison als Berufsbasketballspieler stand Koncak 1995/96 bei der Mannschaft Orlando Magic unter Vertrag. Er kam insgesamt auf 837 NBA-Einsätze. Seine beste Punktausbeute verbuchte er 1985/86 mit 8,3 Punkten je Begegnung, sein bester Wert beim Rebound waren 1987/88 6,8 pro Partie.
Nach seiner Zeit als Berufsbasketballspieler wurde Koncak im Geschäftsfeld Biotechnologie tätig.